# Sixto Vizuete
Sixto Vizuete (Guaytacama, 13 januari 1961) is een voormalig profvoetballer uit Ecuador die na zijn actieve loopbaan het trainersvak instapte. Hij won als bondscoach van Ecuador –20 in 2007 het toernooi om de Pan-Amerikaanse Spelen.

## Trainerscarrière
Vizuete, bijgenaamd El Príncipe de Guaytacama, werd in het najaar van 2007 gepromoveerd tot bondscoach van Ecuador na het vertrek van de Colombiaan Luis Fernando Suárez. Hij had de nationale ploeg in totaal 25 duels (negen overwinningen, zeven gelijke spelen en negen nederlagen) onder zijn hoede en maakte medio 2010 plaats voor Reinaldo Rueda. Vizuete werd daarop opnieuw bondscoach van de jeugdploeg (onder 20), maar stapte in 2012 over naar de Ecuadoraanse topclub CD El Nacional. Tussen 2014 en 2015 was Vizuete wederom bondscoach van het nationaal elftal (vier interlands).

## Erelijst
Ecuador –20
- Pan-Amerikaanse Spelen

2007